# Blanco (Album)
Blanco ist ein Kollaboalbum der beiden Deutschrapper Kurdo und Majoe, welches am 15. September 2017 über das Label Banger Musik erschien.

## Hintergrund
Im Juli 2017 kündigten die beiden Rapper erstmals an, ein gemeinsames Album herausbringen zu wollen.

## Titelliste
| #  | Titel                 | Bemerkung                                                | Produktion                          | Länge |
| -- | --------------------- | -------------------------------------------------------- | ----------------------------------- | ----- |
| 1  | Smokey und Body       |                                                          | Joznez, Johnny Illstrument          | 3:41  |
| 2  | Nachtaktiv            |                                                          | Joznez                              | 3:03  |
| 3  | Refu Gs               |                                                          | Juh-Dee                             | 2:36  |
| 4  | Barone                |                                                          | Joznez, Johnny Illstrument, Saiya   | 3:14  |
| 5  | Paranoia              |                                                          | Zinobeatz, Jermaine P., Joznez      | 2:20  |
| 6  | Ka7hba Slap (Skit)    |                                                          | Joznez                              | 1:50  |
| 7  | Charlie Sheen         |                                                          | Joznez                              | 2:58  |
| 8  | 7 Todsünden           |                                                          | Joznez, Johnny Illstrument          | 2:40  |
| 9  | Letzter Brief         |                                                          | Joznez, Johnny Illstrument          | 3:11  |
| 10 | Maserati              |                                                          | Joznez, Johnny Illstrument          | 2:55  |
| 11 | Der Lügenbaron (Skit) |                                                          | NIZA, KD-Beatz, Joznez              | 2:37  |
| 12 | Pinocchio             |                                                          | NIZA, KD-Beatz, Joznez              | 3:06  |
| 13 | Rolling Stone         |                                                          | Joshimixu, Macloud                  | 3:28  |
| 14 | Desert Eagle          |                                                          | Joznez, Nils Nöhden, Juh-Dee        | 2:50  |
| 15 | Blanco                |                                                          | The Cratez, Joshimixu               | 4:04  |
| 16 | Perdono               |                                                          | Mesh, Juh-Dee, Lucry                | 2:44  |
| 17 | Alles schon gesagt    |                                                          | Joznez, Nils Nöhden & Myles William | 2:51  |
| 18 | Mike Tyson            | Bonustrack                                               | Joznez, Reflectionz                 | 3:15  |
| 19 | Muhammad Ali          | Bonustrack                                               | Joznez, Johnny Illstrument          | 3:01  |
| 20 | Alien (Galaxie)       | Bonustrack                                               | Joznez, Johnny Illstrument, C Arma  | 2:36  |
| 21 | Wir sind anders       | Bonustrack                                               | Nils Nöhden, Joznez                 | 3:05  |
| 22 | Stresserblick 1       | Bonustrack, erschien zuvor auf Breiter als der Türsteher | Johnny Illstrument, Joznez          | 2:53  |
| 23 | Stresserblick 2       | Bonustrack, erschien zuvor auf Auge des Tigers           | Joznez                              | 3:02  |

## Rezeption
Das Album erhielt von Kritikern durchgehend negative Bewertungen. Vor allem kritisiert wurden die frauenverachtenden Texte auf dem Album, insbesondere die Zeile „Fick Rapper, denn nur echte Männer können Frauen schlagen.“ auf dem Song Maserati.
Oliver Marquart von rap.de meinte zudem: „[Im Album] ist keine Leidenschaft herauszuhören, kein Hunger, kein Funken Wahnsinn oder Genie. Klar, von Majoe erwartet sowas niemand, da ist man froh, dass er inzwischen den Takt trifft. Aber von Kurdo war man doch eindeutig mehr gewohnt. Mindestens einen unverkennbar eigenen Stil, eine unverwechselbare Herangehensweise, einprägsame und markante Zeilen. Davon ist kaum etwas geblieben. Statt dessen viel erwartbares und belangloses.“
Daniel Fersch von mzee.com meinte: „Blanco ist alles andere als innovativ. Nicht in dem, was die Interpreten auch schon zuvor an Styles aufgefahren haben und auch nicht in Hinblick auf für die beiden eher ungewohnte Sounds. Letztlich bekommen weder Majoe- und Kurdo-Fans, noch neue Hörer etwas geboten und werden lediglich mit einem durchschnittlichen Album auf unterdurchschnittlichem Niveau abgespeist.“
Anastasia Hartleib von laut.de vergab einen von fünf Sternen.